# أنتينوري

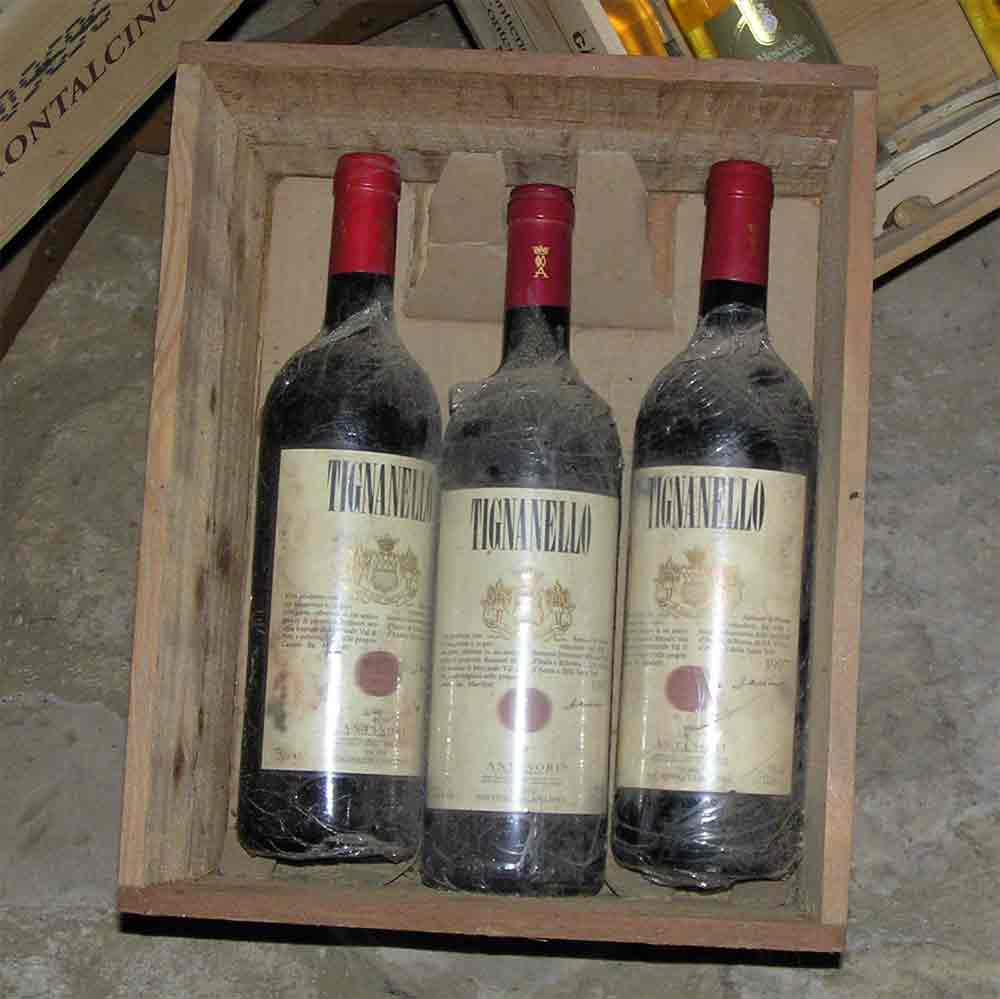

مارشيسي أنتينوري الخاصة المحدودة شركة تصنيع نبيذ إيطالية تاريخها يعود الي العام 1385، تعتبر من أكبر شركات النبيذ في أيطاليا كما تعتبر من أقدم العائلات التي تمتلك أعمال تجارية في العالم.